# Omin
Omin (deutsch Ohmen) ist ein kleiner Ort in der polnischen Woiwodschaft Ermland-Masuren und gehört zur Gmina Grunwald (Landgemeinde Grünfelde) im Powiat Ostródzki (Kreis Osterode in Ostpreußen).

## Geographische Lage
Omin liegt westlich des Großen Ohmen-Sees (polnisch Jezioro Wielkie Omińskie, auch: Jezioro Wielki Omin) und südlich des Kleinen Ohmen-Sees (polnisch Jezioro Małe Omińskie, auch: Jezioro Mały Omin) im Südwesten der Woiwodschaft Ermland-Masuren. Bis zur Kreisstadt Ostróda (deutsch Osterode in Ostpreußen) sind es 24 Kilometer in nordwestlicher Richtung.

## Geschichte
Das einstige Petzdorffsche Hohe Neusaß – nach 1785 Omin, nach 1820 Oberwolla und vor 1898 Ohmen genannt – besteht aus ein paar kleinen Gehöften. Der Ort gehörte zum Kreis Osterode in Ostpreußen und war ein Wohnplatz innerhalb des Gutsbezirks Mühlen (polnisch Mielno), der am 30. September 1928 in die gleichnamige Landgemeinde eingegliedert wurde.
Als 1945 in Kriegsfolge das gesamte südliche Ostpreußen an Polen überstellt wurde, war auch Ohmen davon betroffen. Der Ort erhielt die polnische Namensform „Omin“ und ist heute eine Ortschaft innerhalb der Gmina Grunwald im Powiat Ostródzki, bis 1998 der Woiwodschaft Olsztyn, seither der Woiwodschaft Ermland-Masuren zugehörig.

## Kirche
Bis 1945 war Ohmen in die evangelische Kirche Mühlen (Ostpreußen) (polnisch Mielno) in der Kirchenprovinz Ostpreußen der Kirche der Altpreußischen Union sowie in die römisch-katholische Kirche Thurau (polnisch Turowo) im Bistum Ermland eingepfarrt. Heute gehört Omin zur katholischen St.-Johannis-der-Täufer-Kirche Mielno im jetzigen Erzbistum Ermland, außerdem zur evangelischen Kirche Olsztynek (Hohenstein), einer Filialkirche der Pfarrei Olsztyn (Allenstein) in der Diözese Masuren der Evangelisch-Augsburgischen Kirche in Polen.

## Verkehr
Omin liegt nördlich der verkehrsreichen Woiwodschaftsstraße 537 an einer Nebenstraße, die in nördlicher Richtung verläuft und auch zu den verwaisten Ortsstellen Grabniak (Grabniak, 1938 bis 1945 Ohmenhöh) und Wola Wysoka (Wahlsdorf) führt. Eine Anbindung an den Bahnverkehr besteht nicht mehr, nachdem die von  Elbing (polnisch Elbląg) kommende Bahnstrecke Osterode–Hohenstein mit der am nächsten liegenden Bahnstation Mühlen (Ostpreußen), die 1945 in Kriegsfolge aufgegeben wurde.